# Canton de Limoges-Corgnac
Le canton de Limoges-Corgnac est une ancienne division administrative française située dans le département de la Haute-Vienne et la région Nouvelle-Aquitaine. À la suite du redécoupage cantonal de 2014, le canton est fondu dans ceux de Limoges-1 et Limoges-2.

## Géographie
Le canton de Limoges-Corgnac se situait intégralement sur la commune de Limoges. Il s'étendait sur le quartier de Corgnac et une partie des quartiers Montjovis et de La Borie.

## Histoire
Le canton a été créé en 1982 en scindant en deux le Canton de Limoges-Landouge.

## Représentation
| Période | Période | Identité                | Étiquette | Qualité |
| ------- | ------- | ----------------------- | --------- | --- |
| 1982    | 2015    | Jean-Jacques Dubouchaud | PS        | Professeur puis Directeur de l'IUT de Limoges Vice-Président du Conseil Général, adjoint au maire de Limoges (1989-2008) |

## Composition
Le canton de Limoges-Corgnac groupe une fraction de communes et compte 9 249 habitants au recensement de 2010.
| Communes | Population (2012) | Code postal | Code Insee |
| -------- | ----------------- | ----------- | ---------- |
| Limoges  | 9 249             | 87100       | 87085      |

## Démographie
| 1962 | 1968 | 1975 | 1982 | 1990 | 1999  | 2006  | 2010  |
| ---- | ---- | ---- | ---- | ---- | ----- | ----- | ----- |
| -    | -    | -    | -    | -    | 9 644 | 9 379 | 9 249 |